# Chthonius iugoslavicus
Chthonius iugoslavicus är en spindeldjursart som beskrevs av Bozidar P.M. Curcic 1972. Chthonius iugoslavicus ingår i släktet Chthonius och familjen käkklokrypare. Inga underarter finns listade i Catalogue of Life.